# Der göttliche Bender
Der göttliche Bender (Originaltitel: Godfellas) ist eine Episode der US-amerikanischen Science-Fiction-Zeichentrickserie Futurama. Ihre Erstausstrahlung fand am 17. März 2002 auf FOX als achte Episode der vierten Sendestaffel statt; damit ist sie in der Reihenfolge der Erstausstrahlung die 52. Episode insgesamt. Die deutsche Synchronfassung war erstmals am 4. Januar 2003 auf ProSieben zu sehen. Das Werk erhielt überwiegend Anerkennung. Die Writers Guild of America zeichnete es mit einem WGA Award in der Kategorie Animation aus.

## Handlung
Das Planet-Express-Raumschiff wird von Weltraum-Piraten angegriffen. Als der Roboter Bender sich für ein Nickerchen in eines der Torpedorohre legt, wird er mit einer Geschwindigkeit abgeschossen, die es unmöglich macht, ihn einzuholen. Er ist daher verdammt, für immer durch den Weltraum zu treiben.
Nachdem Bender von einem Mini-Asteroid getroffen wurde, wird seine Brust zur Heimat einer Zivilisation winziger Humanoider, den „Shrimpkins“, die Bender als Gott anbeten. Bender verpflichtet sie durch ein religiöses Gebot dazu, ihm Alkohol herzustellen. Der Bau einer Brauerei führt zu Arbeitsunfällen, Umweltverschmutzung und organisierter Kriminalität. Auch Benders Versuche, einzelne Gebete der Shrimpkins zu erfüllen, haben stets katastrophale Folgen; als er beispielsweise ein Feld mit mehr Sonnenlicht versorgen will, steckt er es in Brand. Daraufhin wird ein Teil der Shrimpkins ungläubig und siedelt sich auf Benders Rücken an. Es kommt zum Nuklearkrieg zwischen den beiden Gesellschaften, der die Shrimpkins auslöscht.
Wenig später trifft Bender auf ein Wesen im Weltall, das göttliche Merkmale aufweist. Mit diesem bespricht Bender seine Erfahrungen mit den Shrimpkins. Das Wesen gibt Bender den Ratschlag, als Gott könne man nur vorsichtig Einfluss auf die Geschicke derjenigen nehmen, die einen anbeten: „Wenn man etwas richtig macht, wissen die Leute nicht, ob man überhaupt etwas getan hat.“
Derweil unternimmt Fry alles Denkbare, um seinen besten Freund Bender zu retten. Gemeinsam mit Leela bricht er zu einem Kloster im Himalaya auf, von wo aus eine Mönchsbruderschaft seit 700 Jahren mit einem Radioteleskop nach Gott sucht. Fry und Leela überwältigen die gewaltlosen Mönche, übernehmen das Teleskop und suchen damit nach Bender. Nach einigen erfolglosen Tagen gibt Fry die Suche auf. Im Weggehen dreht er das Teleskop zufällig auf Benders Position. Das Gottwesen hört Frys Bitte, Bender zurückzubekommen und schleudert den Roboter gen Erde, wo er in der Nähe von Fry und Leela aufkommt. Fry erklärt sich das als „Wunder“, Leela als „das Ungewöhnlichste, was jemals passiert ist“. Die Kamera zoomt zurück, von der Erde weg, durch das All bis zum Gottwesen. Dieses wiederholt lachend: „Wenn man etwas richtig macht, wissen die Leute nicht, ob man überhaupt etwas getan hat.“

## Hintergrund
Die Episode behandelt religiöse Themen wie Vorherbestimmung, Gebet und Erlösung. Im Gespräch Benders mit dem Gottwesen erkennt Mark Pinsky “one of those moments […] when the viewer needs to be reminded that this is a cartoon and not a divinity school class” (deutsch: „einer dieser Momente […], in denen man den Zuschauer erinnern muss, dass das ein Zeichentrickfilm ist und keine Lehrstunde über Göttlichkeit“). Am Ende der Unterhaltung bleiben einige von Benders Fragen unbeantwortet, ähnlich den biblischen Gesprächen von Menschen mit Gott. Pinsky hebt außerdem hervor, dass das Mönchskloster den Namen „Thesuvah“ trägt, hebräisch für ‚Bußfertigkeit‘.

## Produktion
Der göttliche Bender wurde als 20. Folge der dritten Produktionsstaffel und damit als 52. Futurama-Episode insgesamt hergestellt. Das Drehbuch schrieb Ken Keeler, Susie Dietter führte Regie. Neben den Sprechern der Hauptfiguren sind Tress MacNeille, Maurice LaMarche und David Herman in Nebenrollen zu hören. Alle drei hatten schon mehrfach Figuren der Serie ihre Stimme geliehen und wurden später in die Hauptbesetzung übernommen.

## Veröffentlichung
Die Episode wurde am 17. März 2002 vom US-amerikanischen Fernsehsender FOX veröffentlicht. FOX wich bei der Erstausstrahlung der Serie von der Reihenfolge und Staffeleinteilung der Produktion ab (vgl. hierzu Erstausstrahlung von Futurama), sodass die Episode als achte der vierten Sendestaffel gezeigt wurde und damit in der Reihenfolge der Erstveröffentlichung die 52. Futurama-Episode insgesamt ist.
Die deutsche Synchronfassung wurde erstmals am 4. Januar 2003 auf ProSieben gesendet.

## Auszeichnungen und Rezeption
Drehbuchautor Ken Keeler wurde 2003 für diese Episode mit einem WGA Award in der Kategorie Animation ausgezeichnet. Das britische Magazin Empire wählte Futurama 2008 auf Platz 25 der besten Fernsehserien aller Zeiten und bezeichnete Der göttliche Bender als die beste Episode der Serie. Auch der Futurama-Schöpfer Matt Groening sieht in der Folge eine der besten der Serie.